# 김진현 (1999년)
김진현(한국 한자: 金眞鉉, 1999년 9월 28일 ~ )은 대한민국의 축구 선수이다. 포지션은 미드필더이다. 현 안산 그리너스 소속이다.